# Габонский галаго
Габонский галаго (лат. Sciurocheirus gabonensis) — примат семейства галаговых.
Встречается в Камеруне, Габоне и Республике Конго. Длина тела в среднем составляет 21,6 см, длина хвоста — 26 см. Вес около 280 грамм. Населяет вечнозелёные тропические дождевые леса. В рационе преимущественно опавшие фрукты, также ест членистоногих. Ранее включался в состав вида галаго Аллена, однако был выделен в отдельный вид, а популяция галаго Аллена была ограничена островом Биоко.